# تاتيان ألفيس
تاتيان ألفيس (من مواليد 1986) عارضة أزياء، ومستشارة محاسبة، وملكة جمال، مثلت البرازيل في الطبعة الثامنة من مسابقة ملكة جمال الأرض. ظهرت كواحدة من الفائزين وتوجت ملكة جمال الأرض النار، وهو ما يعادل الوصيف الثالث.